# Epídico

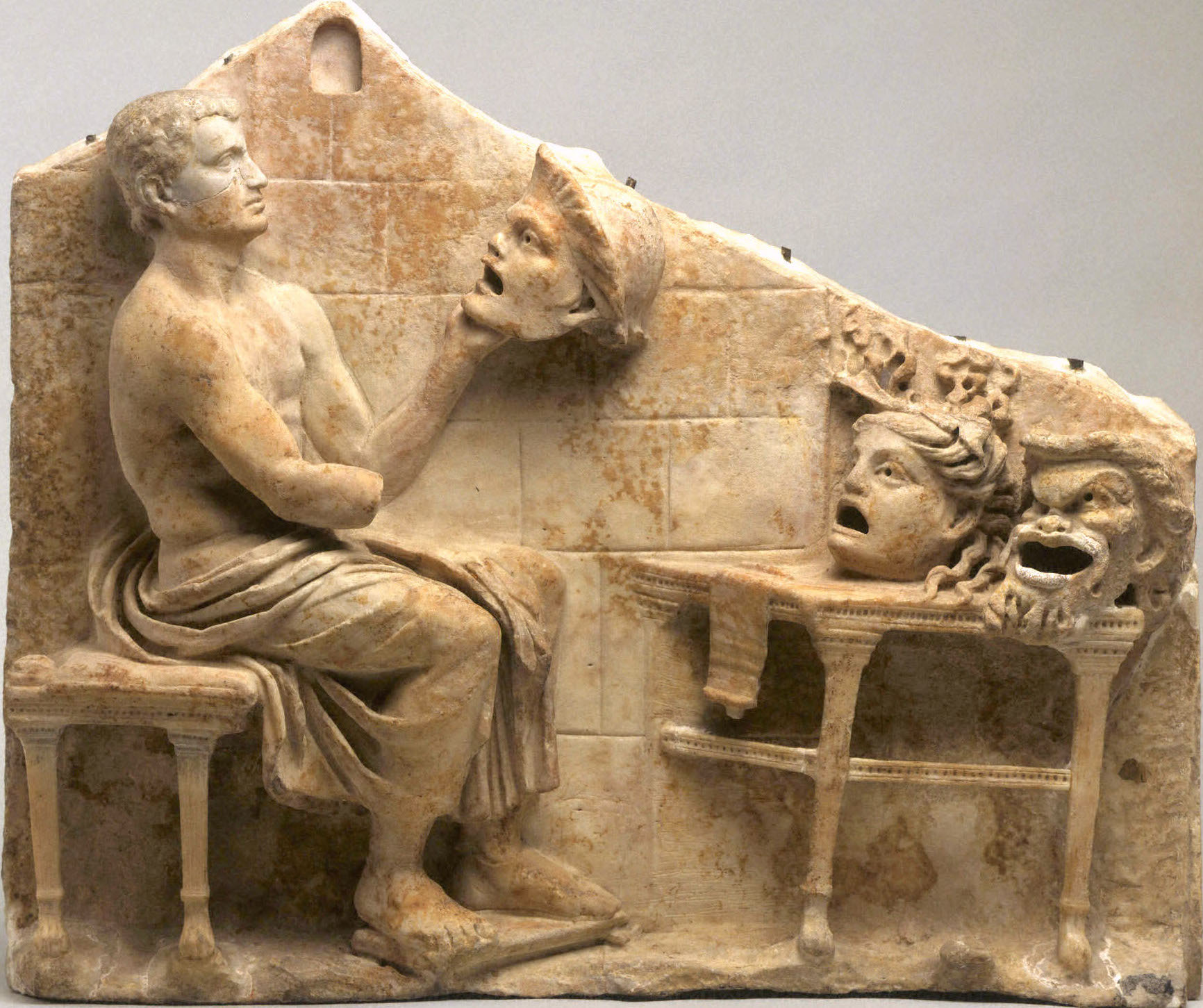
Representación en grabado de una de sus obras.

Epídico (Epidicus) es una obra de teatro del comediógrafo latino Plauto.
Plauto no ocultó su predilección particular por el Epídico. Es una de sus obras más entretenidas y de intriga más complicada, aunque de mérito secundario dentro del repertorio del autor. 
En la obra, cuya acción se desarrolla en Atenas, se cuenta cómo un esclavo de chiste y de inventiva inagotables se burla con ingenio de su amo, un cándido pobre viejo. Lo burla una segunda vez y lo habrá de engañar cuantas veces fuere necesario. 
En esta fábula teatral triunfan la mentira y la trápala. El libertinaje queda casi impune, y se ven burlada la ancianidad y ofendida la majestad paternal. Pero no debemos olvidar que esto armonizaba con las condiciones y gustos del público y con las groseras costumbres de la época. Epidicus es un personaje cómico que debió hacer las delicias de la plebe que rugía hambrienta de escándalo en las gradas de la cavĕa. 
Un pasaje de esta pieza (II, 1l, 40 y ss.) supone que la Ley oppia sumptuaria estaba derogada. La época, pues, de la composición debió ser después del año 559 de Roma.

## Personajes
Véase Personajes comunes de la comedia romana
Véase Personajes típicos de la comedia plautina
- El esclavo EPÍDICO[2] (EPIDICVS SERVVS).

- El esclavo TESPRIÓN (THESPRIO SERVVS).

- El joven ESTRATIPOCLES (STRATIPPOCLES ADVLESCENS).

- El joven QUERIBULO (CHAERIBVLVS ADVLESCENS).

- El viejo PERÍFANES[3]  (PERIPHANES SENEX): padre de Estratipocles.

- El viejo APÉCIDES (APOECIDES SENEX): amigo de Perífanes.

- Una CITAREDA[4] (FIDICINA).

- Un MILITAR (MILES).

- La mujer FILIPA (PHILIPPA MVLIER): esposa[5] de Perífanes.

- La citareda ACROPOLÍSTIDE[6] (ACROPOLISTIS FIDICINA).

- Un USURERO[7] (DANISTA).

- La joven TELÉSTIDE (TELESTIS VIRGO): hija de Filipa y Perífanes.